# سيغارد عين الأفعى
سيغارد عين الأفعى (بالإسكندنافية القديمة: Sigurðr ormr í auga)‏ هو أحد الأبناء الأسطوريين لراغنار لوثبروك من إحدى زوجاته آسلوغ. على حسب بعض الروايات والأساطير الإسكندنافية فإن تسميته تعود إلى ولادته مع صورة أفعى تعض ذيلها يدور حول بؤبؤ عينه اليسرى.

## موت راجنار وحرب الوثنين العظمى
بعد تلقي سيغارد لخبر موت أبيه على يد الملك إيلا، يُقال أنه تأثّر كثيرا لدرجة أن أخلف جرحاً عميقاً في يده بواسطة سكين كانت بحوزته آنذاك ثم أقسم هو وإخوته على الانتقام من الإنكليز المسيحين والملك المسؤول عن قتل أبيهم راجنار لوثبروك.

## أحفاد سيغارد
بحسب حكاية أبناء راجنار، يُروى ان سيجارد قام بغزو جزيرة زيلاند في الدنمارك، سكونا وهولاند (السويد)، جنوب النرويج وشيء من الجزر الدنماركية. حتى انه نجح على حساب اخيه هالفدان بأن يتوّج ملك الدنمارك أواخر القرن التاسع (877). تزوّج سيجارد من ابنة الملك إيلا، باليخا وأنجب منها أربعة أطفال.